# Inorganica Chimica Acta
Inorganica Chimica Acta (abrégé en Inorg. Chim. Acta) est une revue scientifique à comité de lecture. Ce journal mensuel de 15 numéros par an, présente des articles originaux concernant :
- la synthèse et réactivité de composés de coordination et organométalliques ;
- les propriétés structurales, spectroscopiques, magnétiques et de liaison de molécules inorganiques ;
- des réactions catalytiques promues par des systèmes inorganiques ;
- des réactions de transfert électronique impliquant des systèmes inorganiques, et les études électrochimiques ;
- des mécanismes de réactions de substitution nucléophile ou d'attaque électrophile sur des composés inorganiques ou organométalliques ;
- des études basiques de modèles de molécules bioinorganiques ;
- des systèmes supramoléculaires.

D'après le Journal Citation Reports, le facteur d'impact de ce journal était de 2,046 en 2014. La direction éditoriale est assurée par U. Belluco (Padoue, Italie), B. Lippert (Dortmund, Allemagne) et R.J. Puddephatt (London, Canada).

## Histoire
Au cours de son histoire, le journal a incorporé :
- Inorganica Chimica Acta Reviews, 1967-1973  (ISSN 0073-8085)[3].